# 信濃川上駅
信濃川上駅（しなのかわかみえき）は、長野県南佐久郡川上村大字御所平にある、東日本旅客鉄道（JR東日本）小海線の駅である。
駅の標高は1,138 mで、JRの駅の中で4番目の高さである。

## 歴史
貨物の取り扱いを行っていたころは高原野菜の出荷を行っていた。

### 年表
- 1935年（昭和10年）1月16日：鉄道省小海北線（→小海線）佐久海ノ口駅 - 信濃川上駅間の延伸に伴い、開業（一般駅）[4]。
- 1978年（昭和53年）9月22日：貨物の取り扱いを廃止[5]。
- 1981年（昭和56年）3月22日：業務委託駅となる[6]。
- 1984年（昭和59年）2月1日：荷物の扱いを廃止[7]。
- 1985年（昭和60年）3月：業務委託を解除し、直営駅に戻る[8]。
- 1987年（昭和62年）4月1日：国鉄分割民営化により、JR東日本の駅となる[5]。
- 1991年（平成3年）[9]3月16日：簡易委託化。
- 2010年（平成22年）7月12日：ホーム上屋が新設され、使用を開始[10]。
- 2021年（令和3年）4月末：新駅舎の供用を開始[11]。

## 駅構造
島式ホーム1面2線を有する地上駅である。ホームの幅は非常に狭く、上屋が設置されていなかったが、地元の要望で川上村が建設費を負担して「源流の里待合」と称する上屋を建設し、2010年（平成22年）7月12日から使用開始した。柱や梁に村特産のカラマツ集成材を利用している。駅舎とホームは構内踏切で連絡している。
簡易委託駅である。

### のりば
| ホーム | 路線    | 方向 | 行先             |
| ------ | ------- | ---- | ---------------- |
| 駅舎側 | ■小海線 | 上り | 小淵沢方面       |
| 反対側 | ■小海線 | 下り | 佐久平・小諸方面 |

- 案内上の番線番号は設けられていない。

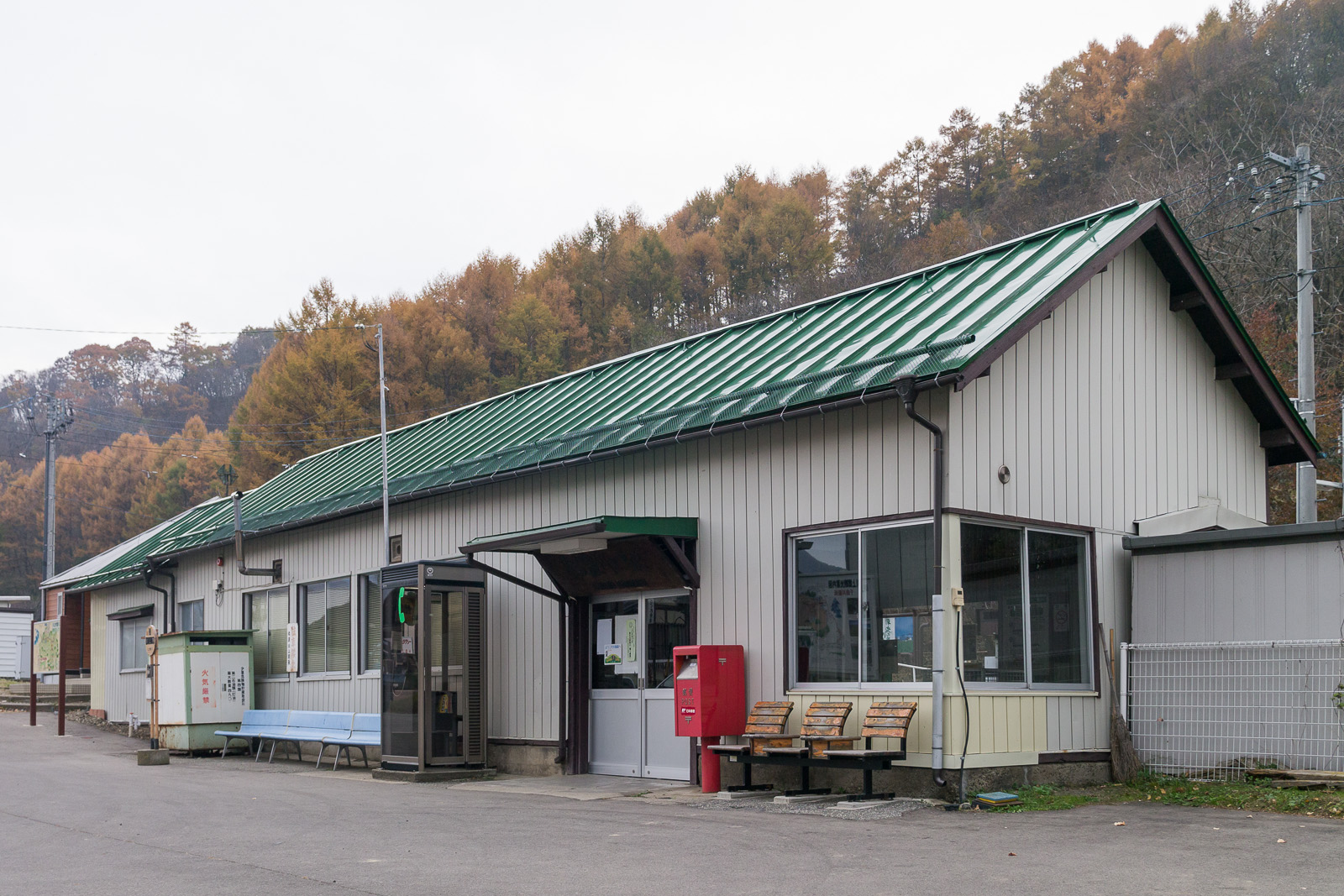
旧駅舎（2010年4月）
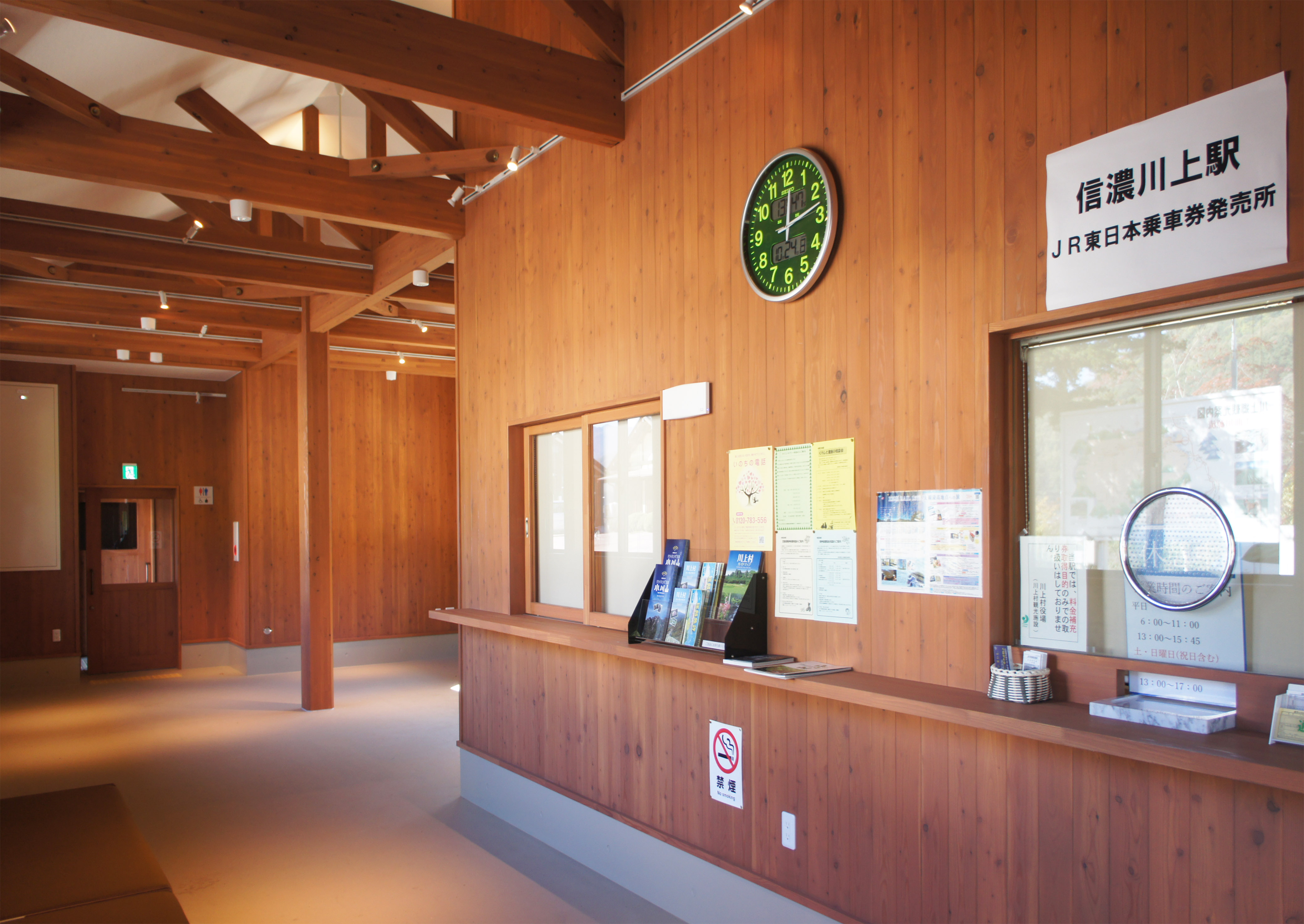
コンコース（2021年10月）
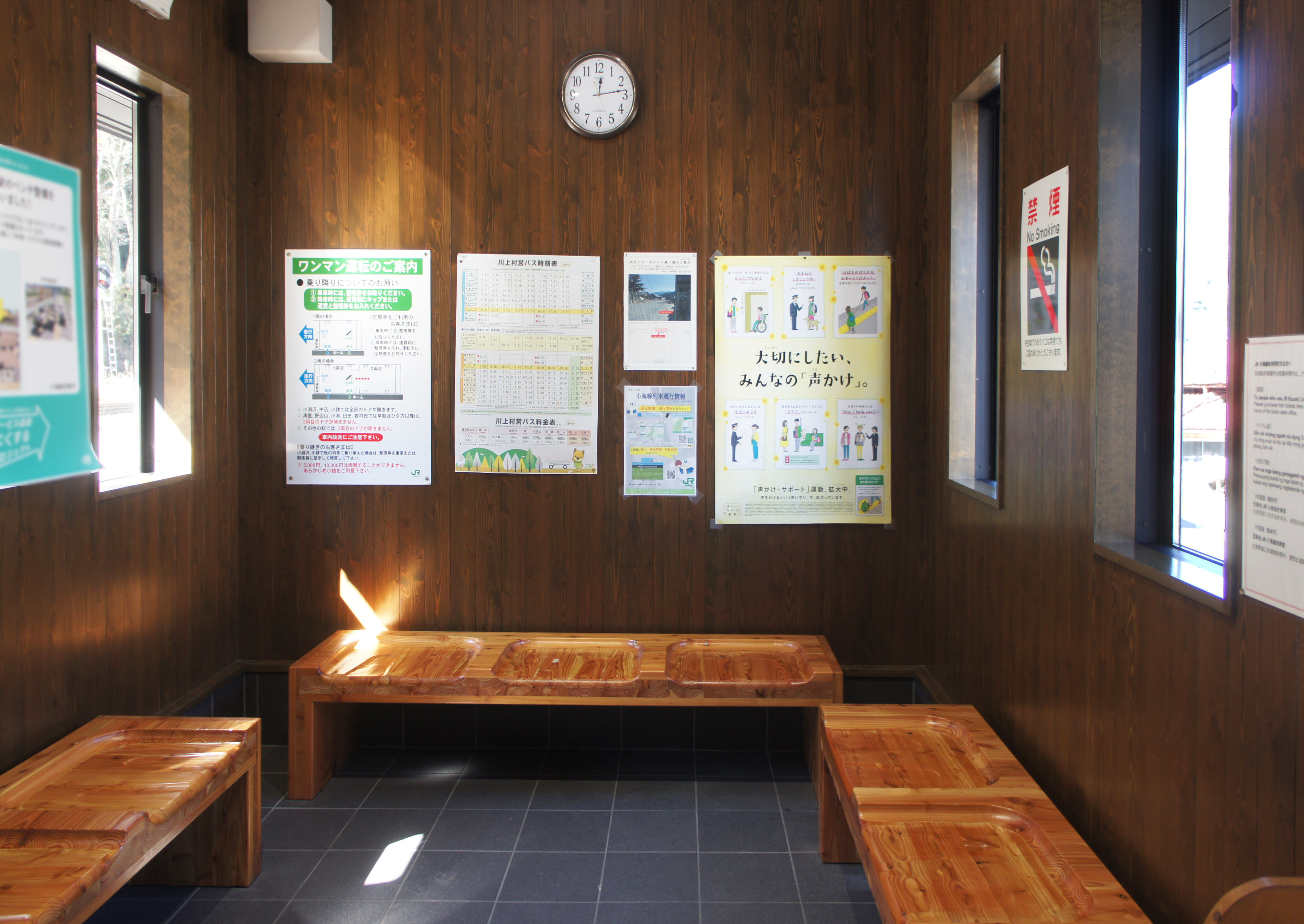
待合室（2021年10月）
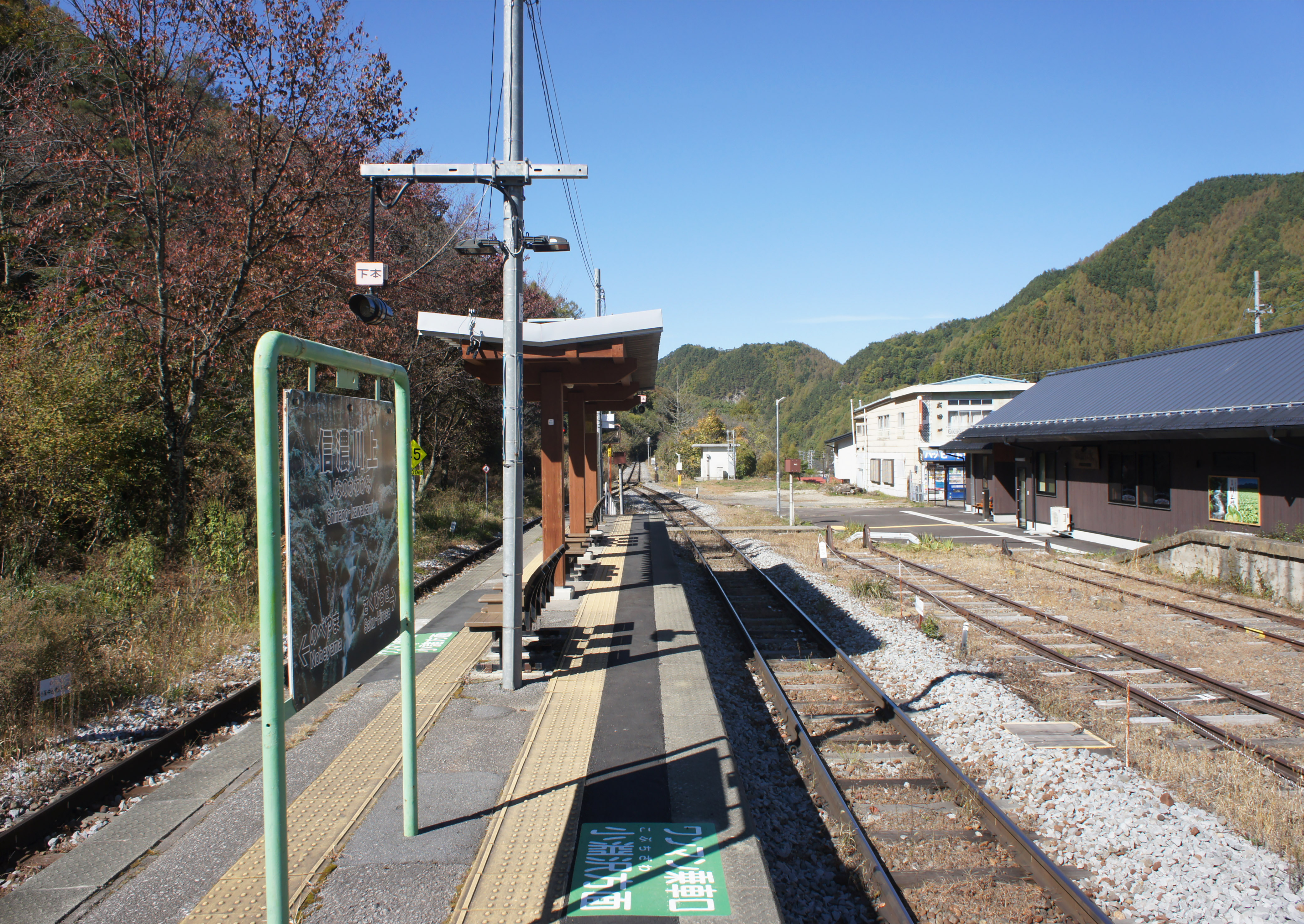
ホーム（2021年10月）
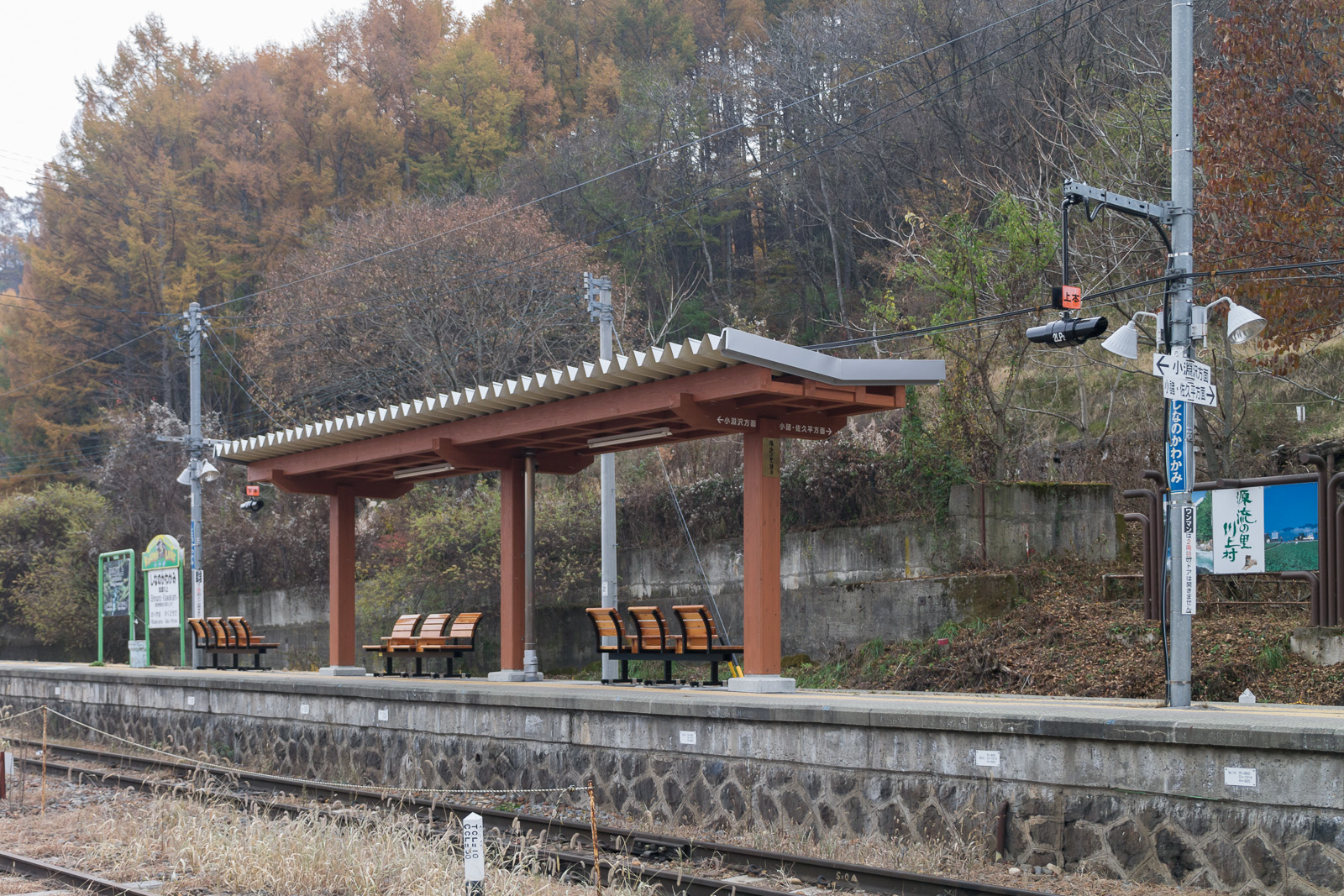
ホーム待合所「源流の里待合」（2012年11月）
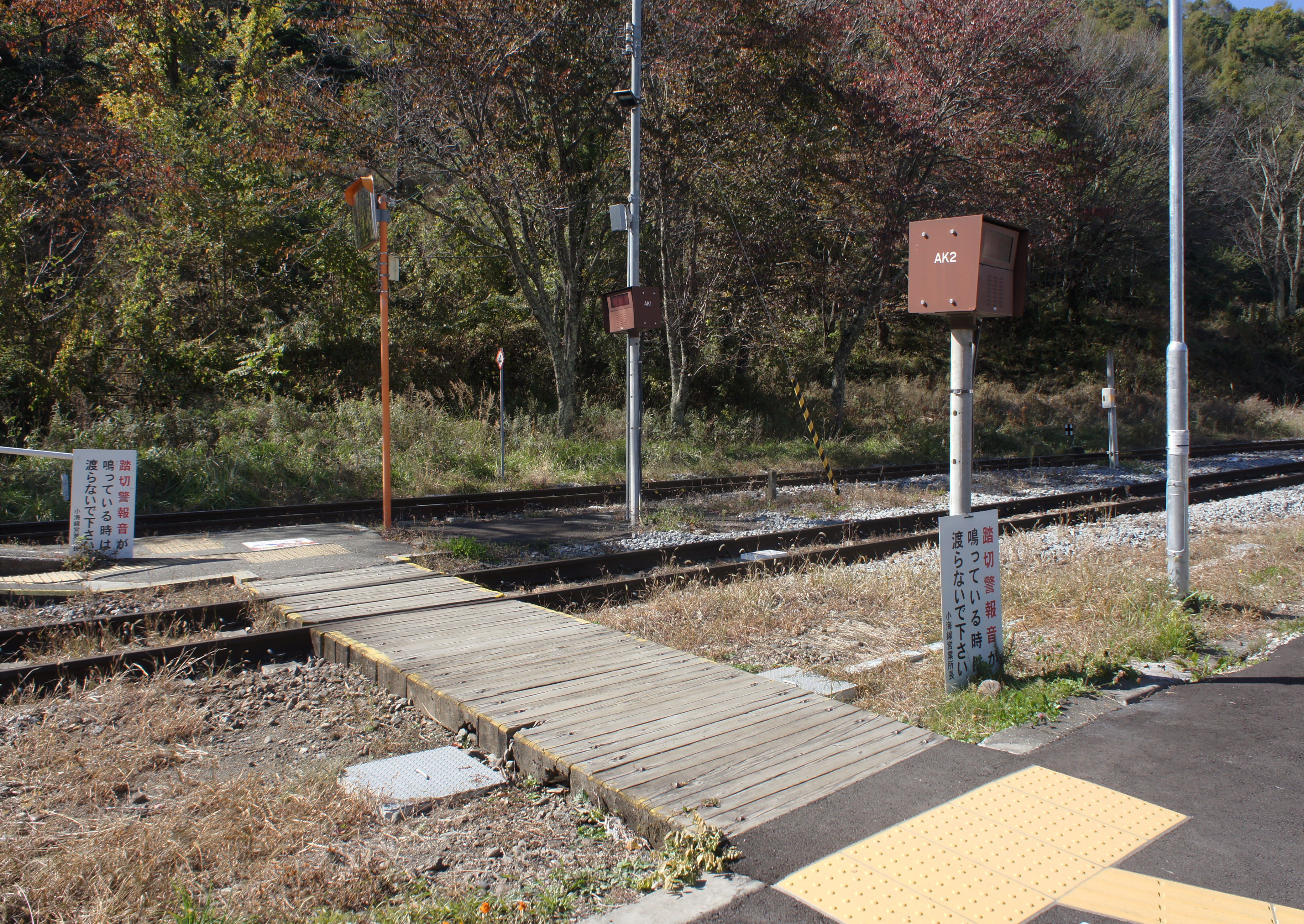
構内踏切（2021年10月）

## 利用状況
JR東日本によると、2023年度（令和5年度）の1日平均乗車人員は81人である。
2000年度（平成12年度）以降の推移は以下のとおりである。
| 1日平均乗車人員推移 | 1日平均乗車人員推移 | 1日平均乗車人員推移 | 1日平均乗車人員推移 | 1日平均乗車人員推移 |
| 年度                | 定期外              | 定期                | 合計                | 出典                |
| ------------------- | ------------------- | ------------------- | ------------------- | ------------------- |
| 2000年（平成12年）  |                     |                     | 174                 | [ 利用客数 2 ]      |
| 2001年（平成13年）  |                     |                     | 170                 | [ 利用客数 3 ]      |
| 2002年（平成14年）  |                     |                     | 161                 | [ 利用客数 4 ]      |
| 2003年（平成15年）  |                     |                     | 153                 | [ 利用客数 5 ]      |
| 2004年（平成16年）  |                     |                     | 151                 | [ 利用客数 6 ]      |
| 2005年（平成17年）  |                     |                     | 154                 | [ 利用客数 7 ]      |
| 2006年（平成18年）  |                     |                     | 144                 | [ 利用客数 8 ]      |
| 2007年（平成19年）  |                     |                     | 148                 | [ 利用客数 9 ]      |
| 2008年（平成20年）  |                     |                     | 141                 | [ 利用客数 10 ]     |
| 2009年（平成21年）  |                     |                     | 126                 | [ 利用客数 11 ]     |
| 2010年（平成22年）  |                     |                     | 127                 | [ 利用客数 12 ]     |
| 2011年（平成23年）  |                     |                     | 123                 | [ 利用客数 13 ]     |
| 2012年（平成24年）  | 35                  | 83                  | 118                 | [ 利用客数 14 ]     |
| 2013年（平成25年）  | 33                  | 75                  | 108                 | [ 利用客数 15 ]     |
| 2014年（平成26年）  | 40                  | 69                  | 110                 | [ 利用客数 16 ]     |
| 2015年（平成27年）  | 39                  | 71                  | 110                 | [ 利用客数 17 ]     |
| 2016年（平成28年）  | 39                  | 72                  | 112                 | [ 利用客数 18 ]     |
| 2017年（平成29年）  | 38                  | 82                  | 120                 | [ 利用客数 19 ]     |
| 2018年（平成30年）  | 34                  | 87                  | 121                 | [ 利用客数 20 ]     |
| 2019年（令和元年）  | 28                  | 83                  | 112                 | [ 利用客数 21 ]     |
| 2020年（令和02年）  | 15                  | 76                  | 91                  | [ 利用客数 22 ]     |
| 2021年（令和03年）  | 21                  | 66                  | 88                  | [ 利用客数 23 ]     |
| 2022年（令和04年）  | 30                  | 55                  | 85                  | [ 利用客数 24 ]     |
| 2023年（令和05年）  | 29                  | 52                  | 81                  | [ 利用客数 1 ]      |

## 駅周辺
- 千曲川
- 川上村営バス「川上駅」停留所

## その他
JR東日本の「大人の休日倶楽部」長野県「高原列車篇」編のロケ地であり、CMおよびポスターの撮影をこの信濃川上駅で行った。駅窓口には吉永小百合と駅職員とのスナップ写真やサインが展示されている。

## 隣の駅
臨時快速「HIGH RAIL 1375」の隣の停車駅については、「HIGH RAIL 1375」を参照のこと。
東日本旅客鉄道（JR東日本）
■小海線
野辺山駅 - 信濃川上駅 - 佐久広瀬駅

### 記事本文